# 劉延慶 (北宋)
劉彥慶（—1120年代），保安軍（今陕西省志丹县）人。北宋将领。
世代為宋朝將門，屢立戰功，積官至相州觀察使、龍神衞都指揮使、鄜延路總管。遷泰寧軍節度觀察留後，改承宣使。破夏人成德軍，擒其首領，降王子益麻党征。拜保信軍節度使、馬軍副都指揮使。從童貫平方臘，節度河陽三城。又從北伐，以宣撫都統制督兵十萬，大敗。朝議劉延慶喪師，貶筠州。不久，起復為鎮海軍節度使。靖康之難，分部守京城汴梁。城陷，引金兵奪開遠門以出，至龜兒寺，為追騎所殺。
子劉光世。

## 延伸阅读
[在维基数据编辑]
 《宋史·卷357》，出自脱脱《宋史》